# 黄花槐
黄花槐（学名：Sophora xanthantha）为豆科槐属下的一个种。

## 扩展阅读
- 維基物種上的相關：黄花槐